# هشتمین دوره جوایز بفتا
 هشتمین دوره جوایز بفتا (به انگلیسی: 8st British Academy Film Awards) در سال ۱۹۵۵ به افتخار فیلم ۱۹۵۴ در لندن برگزار شد . 

## جوایز و نامزدها
| ۱۹۵۴ 8th                     |                       |                             |
| بهترین بازیگر مرد بریتانیایی |                       |                             |
| کنث مور                      | Doctor in the House   | Richard Grimsdyke           |
| موریس دنهام                  | The Purple Plain      | Blore                       |
| رابرت دونات                  | Lease of Life         | Rev. William Thorne         |
| جان میلز                     | Hobson's Choice       | Will Mossop                 |
| دیوید نیون                   | Carrington V.C.       | Charles 'Copper' Carrington |
| Donald Wolfit                | Svengali              | Svengali                    |
| بهترین بازیگر مرد خارجی      |                       |                             |
| مارلون براندو                | در بارانداز           | Terry Malloy                |
| نویل برند                    | Riot in Cell Block 11 | James V. Dunn               |
| خوزه فرر                     | The Caine Mutiny      | Barney Greenwald            |
| فردریک مارچ                  | مقامات اجرایی         | Loren Phineas Shaw          |
| جیمز استوارت                 | داستان گلن میلر       | گلن میلر                    |

- بهترین بازیگر نقش اول زن خارجی  کورنل بورچرز
- بهترین بازیگر نقش اول زن بریتانیا  ایوون میچل
- بهترین فیلم مزد ترس
- بهترین فیلم بریتانیا  Hobson's Choice
- جایزه سازمان ملل متحد  قلب تقسیم‌شده
- جایزه ویژه فیلم  A Time Out of War